# ジョン・バグネル・ベリー
ジョン・バグネル・ベリー（英語: John Bagnell Bury FBA、1861年10月16日-1927年6月1日）はアイルランド人の歴史家、古典学者、中世ローマ史学者、文献学者。ジョン・バグネル・ビュアリーともカナ転写される。彼は1889年版の"Later Roman Empire"の序文において明確に「ビザンツ学者（Byzantinist）」というラベルに反対した。彼はダブリン大学のトリニティ・カレッジでErasmus Smith's Professor of Modern Historyの地位にあった。

## 生涯
ベリーは、モナハン県クロンティブレットで生まれ育った。父はここでアイルランド聖公会の教区牧師（Rector）を務めていた。ベリーは、両親から教育を受け、その後ロンドンデリーのFoyle Collegeから、ダブリンのトリニティ・カレッジに進み、そこで1870年に古典学の奨学生に選出され、1882年にトリニティ・カレッジを卒業した。1885年に24歳でフェローとなった。
1893年、トリニティ・カレッジで歴史学者として近代史の教授 (最高学位)と、同時にトリニティでギリシア語の欽定講座担当教授（Regius Professor）地位に就き、9年間在職、その間1901年6月にグラスゴー大学から名誉法学博士（Doctor of Laws）を授与された。
1902年にケンブリッジ大学で近代史の欽定講座担当教授となった。真に信頼できるパトリキウス（聖パトリック）の伝記（1905年）の最初の著者でなった。
晩年ケンブリッジで、スティーヴン・ランシマン卿の中世史の指導担当者となった。後にランシマン自身は「ベリー氏の最初で最後の学生だった」と回想している。非社交的であったベリーは当初、ランシマンをそっけなく対応した。その後ランシマンがロシア語が読めることを、ベリーに明らかにすると、ベリーはブルガリア語の記事の山を編集用に渡した。こうして師弟関係が始まった。
ローマで65歳の生涯を閉じるまでケンブリッジ教授として在任した。ローマのプロテスタント墓地に埋葬された。
弟のロバート・グレッグ・ベリーもアイルランドの牧師、古典学者、文献学者で、プラトンとセクストス・エンペイリコスの著作英訳がある。

## 著作
古代ギリシアから19世紀のローマ教皇にまで及ぶベリーの著作活動は学術的であると同時に一般にもアクセスしやすいものである。歴史哲学に関する彼の二つの著作はヴィクトリア時代の進歩と合理主義の理想を解明した。これらは彼のより具象的な歴史記述を補強するものであった。彼はまたエドワード・ギボン以降の英語圏の歴史家たちによってほとんど無視されていたビザンツ帝国の歴史研究（彼はそれをローマ史であるとみなし、はっきりとそう呼んでいた）の再興を主導した。彼は1911年にブリタニカ百科事典第11版に寄稿し、また彼自身が項目として立項された。1919年、フランク・アドコックおよび、S. A. コックとともに、The Cambridge Ancient Historyを編纂した。

## 「科学としての歴史」
ジョン・バグネル・ベリーのキャリアは、彼の思考プロセスの進化と、彼が歴史の規則（the discipline of history）を「科学（science）」とみなしていたことを示している。1902年、ケンブリッジで近代史の欽定講座担当教授（Regius Professor）としての就任講演において、彼は歴史を「文学（literature）」の1ジャンルではなく「科学（science）」であると宣言した。彼は以下のように述べている。

私は皆さんに歴史が文学の1ジャンルではないことを理解していただこうと思います。歴史的事実は、地質学や天文学的事実のように文芸のための材料を提供可能です。明瞭な理由から、それらは自然科学よりも遥かに容易に芸術表現に導入されています。ですが、人間社会のストーリーに文学のドレスを着せるのはもはや歴史家としてのつとめではありません。天文学者のつとめが芸術的な星々の物語を提供するものではないという以上にそうなのです。

ベリーは講演で歴史は文学の1分野ではないという主張を守り続けた。このことは歴史的事実を巡る議論における歴史学者たちの物語り（narrative）の必要性についての疑問を投げかけ、そして「物語り（narrative）は必要か？」という本質的な疑問を誘起している。しかしベリーは彼の「科学」をレオポルト・フォン・ランケの科学思想および、彼の思想を有名にしたドイツ語のフレーズ「発生した通りに歴史を伝える」または、「Ich will nur sagen wie es eigentlich gewesen ist.（私はただ実際にどのようにことが起きたかのみを言いたい。）」という叫びと比較することで説明した。ベリーの講演中の最終的な見解は彼が以前に発言した「...彼女（歴史）はそれ自体単純な科学なのであり、それ以下でもそれ以上でもない。」と主張する揺るぎ無いフレーズで繰り返されている。

## 無知に訴える論証と立証責任
彼の著書 "History of Freedom of Thought"において彼は以下のように述べる。
一部の人々は我々がそれが間違っていることを証明できない限り、神学的教義を拒否することは正当化されないという。しかし、立証責任は否定するものに課せられているのではない...。もしもシリウスの周囲を周回するとある惑星の人種は騾馬であり、彼らは英語を喋り、優生学を論じるのに時を費やしていると言われたならば、あなたがそれを反証することは不可能である。だが、その主張の中に信じるべき何物が存在しているだろうか？十分な頻度でその主張が繰り返されれば、その強力な暗示によってそれを受け入れる準備ができている人もいるのだろう。

## 著作
The Odes of Pindar
- The Nemean Odes of Pindar (1890)[8]
- The Isthmian Odes of Pindar (1892)[9]

Rome
- A History of the Later Roman Empire from Arcadius to Irene (2 vols.) (1889) [10][11]
- A History of the Roman Empire From its Foundation to the Death of Marcus Aurelius (1893)[12][13]
- A History of the Eastern Roman Empire from the Fall of Irene to the Accession of Basil I (A. D. 802-867) (1912)[14]
- A History of the Later Roman Empire from the Death of Theodosius I to the Death of Justinian (1923)[15]
- The Invasion of Europe by the Barbarians (1928)[16][17]
- The Life of St. Patrick and His Place in History (1905)[18]
- History of the Papacy in the 19th Century (1864–1878) (1930)

Greece
- A History of Greece to the Death of Alexander the Great (1900)[19]
- The Ancient Greek Historians (Harvard Lectures) (1909)[20]
  - 和訳：ジョン・バグネル・ベリー『古代ギリシアの歴史家たち』高山一十訳、修文館、1966年4月。ISBN 978-4879640253。新版1990年
- The Hellenistic Age: Aspects of Hellenistic Civilization (1923), with E.A. Barber, Edwyn Bevan, and W.W. Tarn[21]

Philosophical
- A History of  Freedom of Thought (1913)[22]
  - 和訳：J.B.ビュァリ『思想の自由の歴史』森島恒雄訳、岩波書店（岩波新書青版）、1951年、改版1983年。ISBN 978-4004120018。（1932年版の訳）
- The Idea of Progress: An Inquiry into Its Origin and Growth (1920)[23]
  - 和訳：ゼイ・ビー・ベーリー『人類の進歩の史的考察』高里良恭訳、博文館、昭和3年（1928年）
    - 改訳版：J.B.ビュアリー『進歩の観念』創元社（創元文庫）、昭和28年（1953年）

### 編集
- Edward Gibbon, The History of the Decline and Fall of the Roman Empire (1896–1900) - at Online Library of Liberty
  - エドワード・ギボン『ローマ帝国衰亡史』の校訂
- Edward Augustus Freeman（英語版）, Freeman's Historical Geography of Europe (third edition, 1903)
- Edward Augustus Freeman, The Atlas To Freeman's Historical Geography (third edition, 1903)